# Грое, Йозеф
Йозеф Грое (нем. Josef Grohé; 6 ноября 1902 года, Гемюнден — 27 декабря 1987 года, Кёльн-Брюк), партийный и государственный деятель эпохи Третьего рейха, гауляйтер гау Кёльн-Ахен (Мозельланд) 31 мая 1931 года — 8 мая 1945 года, рейхскомиссар оккупированных областей Бельгии и Северной Франции (13 июля 1944 — сентябрь 1944 года), обергруппенфюрер НСКК (1943).

## Биография
Йозеф Грое был девятым из 12 детей мелкого крестьянина и мелкого лавочника в Гемюнден, округ Зиммерн (Хунсрюк). Посещал народную школу в Гемюндене. Помимо учёбы в школе помогал родителям в сельском хозяйстве. После окончания школы был коммерческим служащим в отрасли скобяных изделий в Кёльне.
В 1914—1918 гг. служил в почтовой службе, с 1918 года — доброволец в ВМФ. С декабря 1919 года служил в частных фирмах, менеджер по торговле. В 1921 году вступил в Немецкий народный союз обороны и наступления (Deutschvölkischer Schutz- und Trutzbund) (DVSTB). В августе 1921 года вместе с несколькими членами DVSTB вступил в НСДАП и был соучредителем местной группы НСДАП в Кёльне, которая, однако, была признана только 3 февраля 1922 года высшим руководством НСДАП в Мюнхене. С января 1923 года был руководителем отдела в «Генинг ГмбХ».
Во время Рурского конфликта 1923 года Грое активно участвовал в партизанской борьбе против французской оккупации Рура. После участия в подрыве французского поезда с углём между Бедбургом и Эльсдорфом Грое бежал в Мюнхен, где впервые встретился с Гитлером. Поскольку его соучастие в подрыве поезда не было раскрыто, Грое смог скоро снова вернуться в Кёльн.
С декабря 1923 года Грое принимал активное участие в нацистском движении. После запрета НСДАП в конце 1923 года основал «Немецкое народное выборное объединение», которое в марте 1924 года вошло в Немецкий социальный блок. 27 февраля 1925 года восстановился в НСДАП (партбилет № 13 340). С 1925 года — заместитель Роберта Лея на посту гауляйтера. В 1926—1931 гг. — главный публицист «Западногерманского наблюдателя» («Wegtdeutschen Beobachter»). С 17 ноября 1929 года — член городского совета Кёльна и руководитель фракции НСДАП.
С 31 мая 1931 по 8 мая 1945 года — гауляйтер Кёльна-Аахена (Мозельланд). С 24 апреля 1932 года — прусский государственный советник. С 12 ноября 1933 года — член Рейхстага от Кёльна-Аахена. С 1933 года — член Прусского ландтага и уполномоченный от Рейнской провинции в Рейхстаге.
Во время национал-социализма Грое был настоящим властителем в Кёльне и гау, несет ответственность за преследование политических противников, подавление церкви и лишение прав евреев на подвластной ему территории.
С 22 сентября 1939 года — имперский комиссар обороны 6-го военного округа (Кёльн-Аахен). С 16 ноября 1942 года — имперский комиссар обороны гау Кёльн-Аахен. Одновременно был государственным комиссаром Кёльнского университета, членом Наблюдательного совета «Rheinischen Heimstfltten GmbH».
30 января 1941 года Грое был награждён Крестом Военных заслуг I-го класса без мечей, а 2 июля 1942 года за деятельность по снабжению гражданского населения был награждён Крестом Военных заслуг I-го класса с мечами.
Из-за недовольства гитлеровского руководства «слабым» генерал-губернатором оккупированной Бельгии генералом Александром фон Фалькенхаузеном 13 июля 1944 года Грое был назначен рейхскомиссаром оккупированных областей Бельгии и Северной Франции, а 19 июля 1944 года он перевёл свою штаб-квартиру в Брюссель. Поскольку уже 3 сентября 1944 года Брюссель был освобождён союзниками, Грое едва ли мог дальше действовать в этой своей новой должности.
Хотя Грое и призывал весной 1945 года к борьбе против придвигающихся американских вооруженных сил, 5 марта 1945 года при приближении союзников он бежал на моторной лодке из расположенного на левом берегу Рейна Кёльна ещё до начала эвакуации гражданского населения. По этому поводу Й. Геббельс отмечал в своём дневнике 4 апреля 1945 года, что «несмотря на торжественные заверения, Гроэ не защищал своего гау. Он покинул его ещё до эвакуации гражданского населения, а теперь разыгрывает из себя большого героя».
15 апреля 1945 года в штаб-квартире генерал-фельдмаршала Вальтера Моделя высказался за немедленное перемирие.
С мая 1945 года скрывался под видом сельскохозяйственного рабочего Отто Грубера в Гессене. 25 августа 1946 года был арестован американским властями. 7 мая 1947 года приговорён к 22 месяцам тюрьмы. 30 сентября 1949 года освобождён. 18 сентября 1950 года на суде в Билефельде был приговорен к 4,5 годам тюрьмы за принадлежность к корпусу руководителей НСДАП и сразу же был амнистирован. После освобождения работал представителем торговой фирмы в Кёльне.
В начале 50-х годов входил в заговорщицкую нацистскую организацию «Кружок Наумана», представлявшая собой группу нацистских деятелей эпохи Третьего рейха, сплотившихся вокруг бывшего статс-секретаря Имперского министерства народного просвещения и пропаганды Вернера Наумана. В 1952/1953 гг. эта группа пыталась возглавить неонацистское движение в ФРГ и использовать структуры Свободно-Демократической партии Германии для проникновения нацистов в законодательные и исполнительные органы власти ФРГ.

## Награды
- Крест Военных заслуг I-го класса без мечей
- Крест Военных заслуг I-го класса с мечами